# Zielona granica

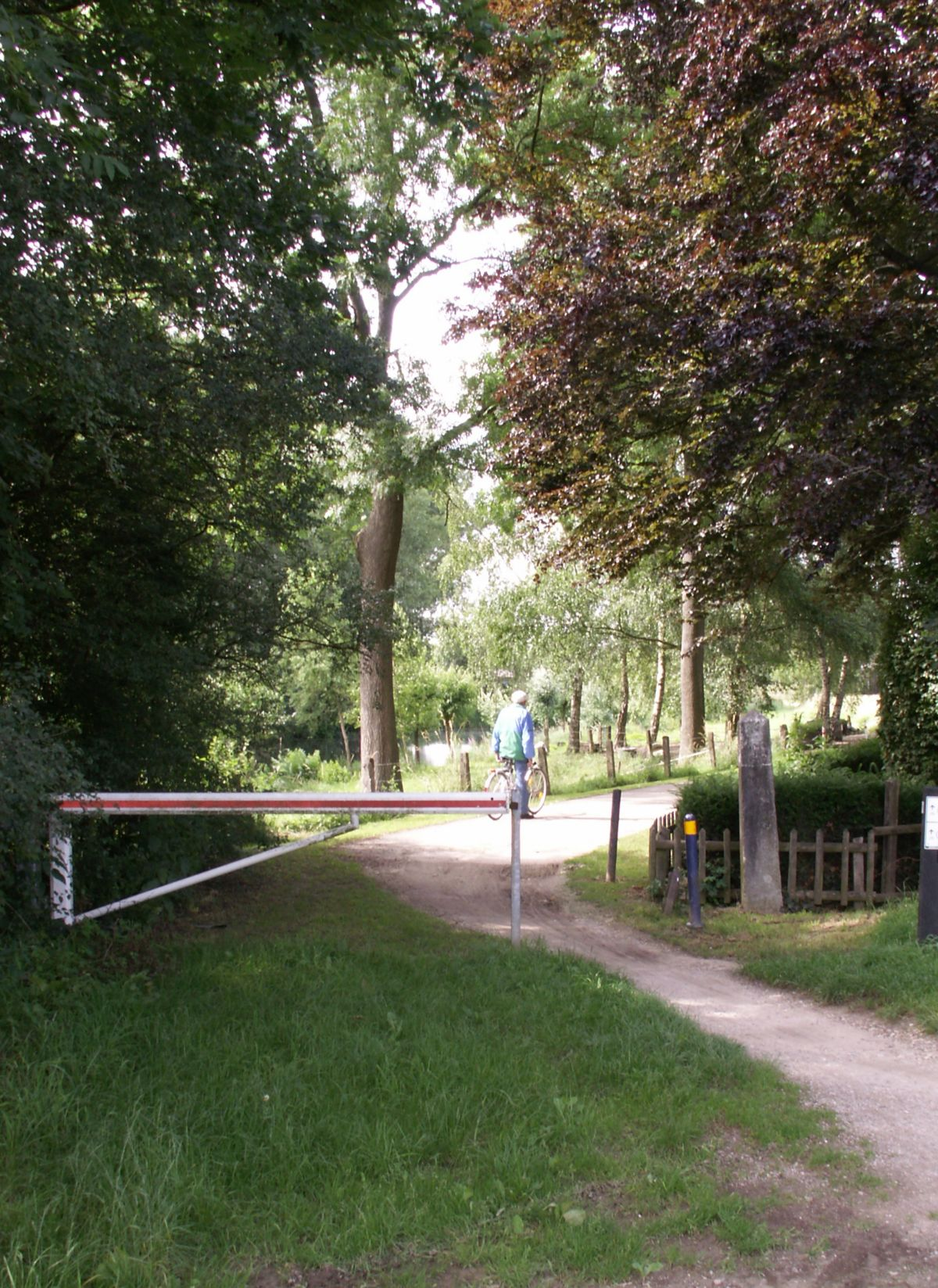
Zielona granica pomiędzy Niemcami a Holandią w pobliżu miasta Wassenberg

Zielona granica – określenie słabo chronionego odcinka granicy państwa.
Określenie pochodzi od terenu pokrytego roślinnością: lasami, zaroślami i łąkami, często o urozmaiconej rzeźbie.
Z łatwym przekraczaniem „zielonej granicy” wiąże się zjawisko przemytu towarów i osób o charakterze kryminalnym, lecz czasem także motywowanym politycznie. „Zielone granice” przekraczane są także przez działających nielegalnie w swoich krajach uczestników walki politycznej do kontaktów z zagranicznymi współpracownikami, mocodawcami, emigracyjnymi organami władzy i tym podobnych.
Na początku II wojny światowej polscy politycy i żołnierze pragnący kontynuować walkę z okupantami oraz niektórzy członkowie polskiej arystokracji przedostawali się nielegalnie do Królestwa Rumunii. Z tej drogi korzystali także kurierzy Rządu Rzeczypospolitej Polskiej na uchodźstwie. W ten sposób członkowie Komitetu Obrony Robotników kontaktowali się w Karkonoszach z opozycją czechosłowacką.

## Zielona granica a układ z Schengen
Współcześnie mianem „zielonej granicy” określa się w niektórych krajach Unii Europejskiej, nie całkiem ściśle, jej wewnętrzne granice, przekraczane przez turystów poza obszarem dawnych przejść granicznych. Po wejściu w życie układu z Schengen przekraczanie granic między krajami, w których on obowiązuje dozwolone jest na każdym odcinku granicy. Mówi o tym artykuł 22 kodeksu granicznego z Schengen. Z tej regulacji wyłączone są jedynie osoby bez obywatelstwa unijnego, nieposiadające wizy pozwalającej na wjazd na całość jej terytorium.